# Sveaskog
Sveaskog (Sveaskov) er Sveriges største skovejer og samtidig en statsejet virksomhed ejet af den svenske stat.
Sveaskog ejer cirka 4,1 millioner hektar skov i Sverige, hvoraf cirka 3,1 millioner hektar er produktivt skovbrug. Det betyder, at Sveaskog ejer cirka 14 procent af det samlede produktive skovbrug i Sverige, som i alt udgør 22,9 millioner hektar. Det gør Sveaskog til Sveriges største ejer af skov, og virksomheden er samtidig den femtestørste skovejer i den Europæiske Union.
Sveaskog er storleverandør af tømmer og træmasse til den svenske skovindustri og af bioenergi til energivirksomheder. Virksomheden udbyder endog land til etablering af vindkraft samt land og vandløb til jagt, lystfiskeri og naturturisme. For at styrke private skovbrug i landdistrikterne sælger Sveaskog kontinuerligt ud af sine grunde i forskellige dele af landet.